# Chiesa di Sant'Antonio Abate (Polpenazze del Garda)
La chiesa di Sant'Antonio Abate è una chiesa di Picedo, frazione di Polpenazze del Garda, in provincia di Brescia, situata in piazza Olivieri. Costruita nel Quattrocento, mantiene l'originario aspetto tardo romanico solo all'interno, mentre l'esterno è stato rimaneggiato in più fasi. Conserva alcuni affreschi votivi quattrocenteschi e altre opere più tarde.

## Storia
L'edificio viene costruito nel Quattrocento in tarda architettura romanica. La facciata, il campanile e l'abside, però, subiscono pesanti rifacimenti già dal Cinquecento in poi, fino al Seicento. L'interno, fortunatamente, mantiene l'aspetto originario e la maggior parte delle primitive decorazioni.
La chiesa faceva parte dell'antico nucleo storico di Picedo, che ruotava attorno alla piazzetta Olivieri. Oltre a questo edificio rimane solamente un altro fabbricato, posto a fianco della chiesa, di notevole importanza per l'integrità del suo aspetto originario, tipico esempio di edificio rustico quattrocentesco.

## Struttura e opere
La chiesa possiede una facciata a capanna decorata da quattro lesene e un frontone triangolare come coronamento. Sull'asse centrale si aprono il portale d'ingresso e, al di sopra, una grande finestra a lunetta. Il campanile, a destra della facciata, è in muratura a vista, con blocchi squadrati di pietra e mattoni.
L'interno è a navata unica ed è ancora coperto dall'originale tetto a travetti e tavelle in cotto. Sulla parete destra è visibile un affresco a monocromo del Cinquecento raffigurante Sant'Antonio e altri affreschi votivi della seconda metà del Quattrocento. L'altare maggiore ospita invece una pala con Sant'Antonio tra san Rocco e san Sebastiano di pittore anonimo del Seicento.